# Rentamt (Eichtersheim)

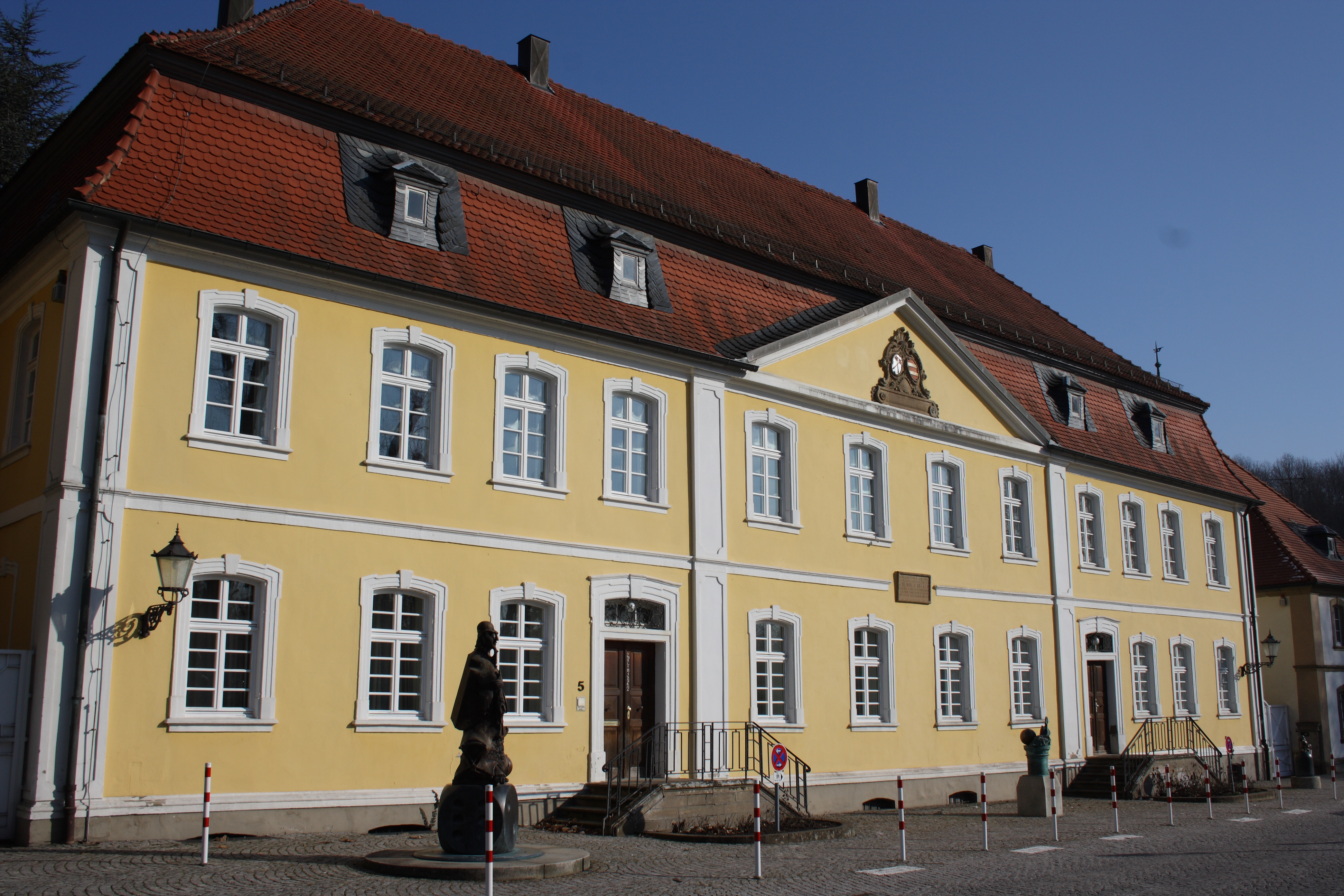
Rentamt in Eichtersheim

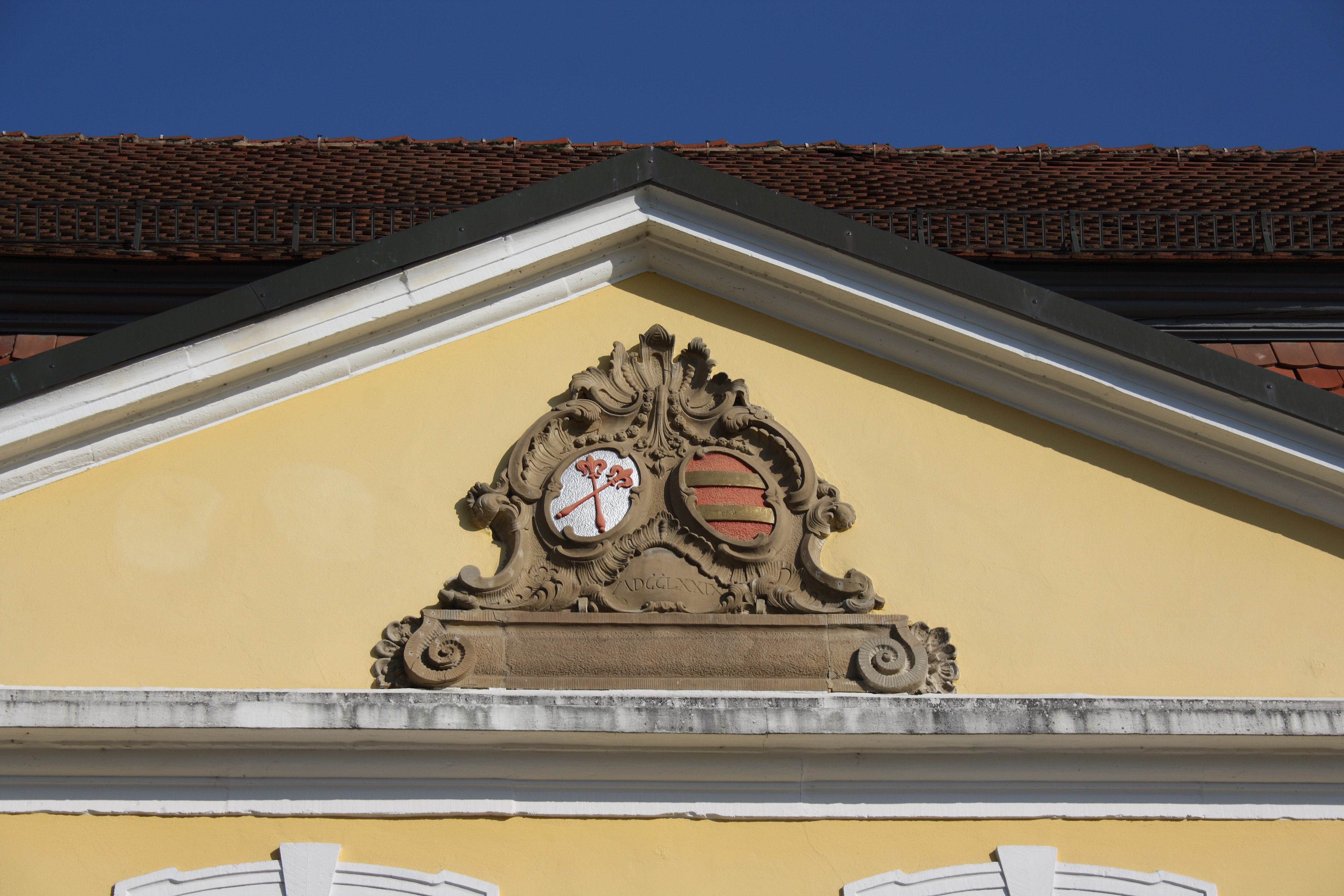
Wappen der Herren von Venningen

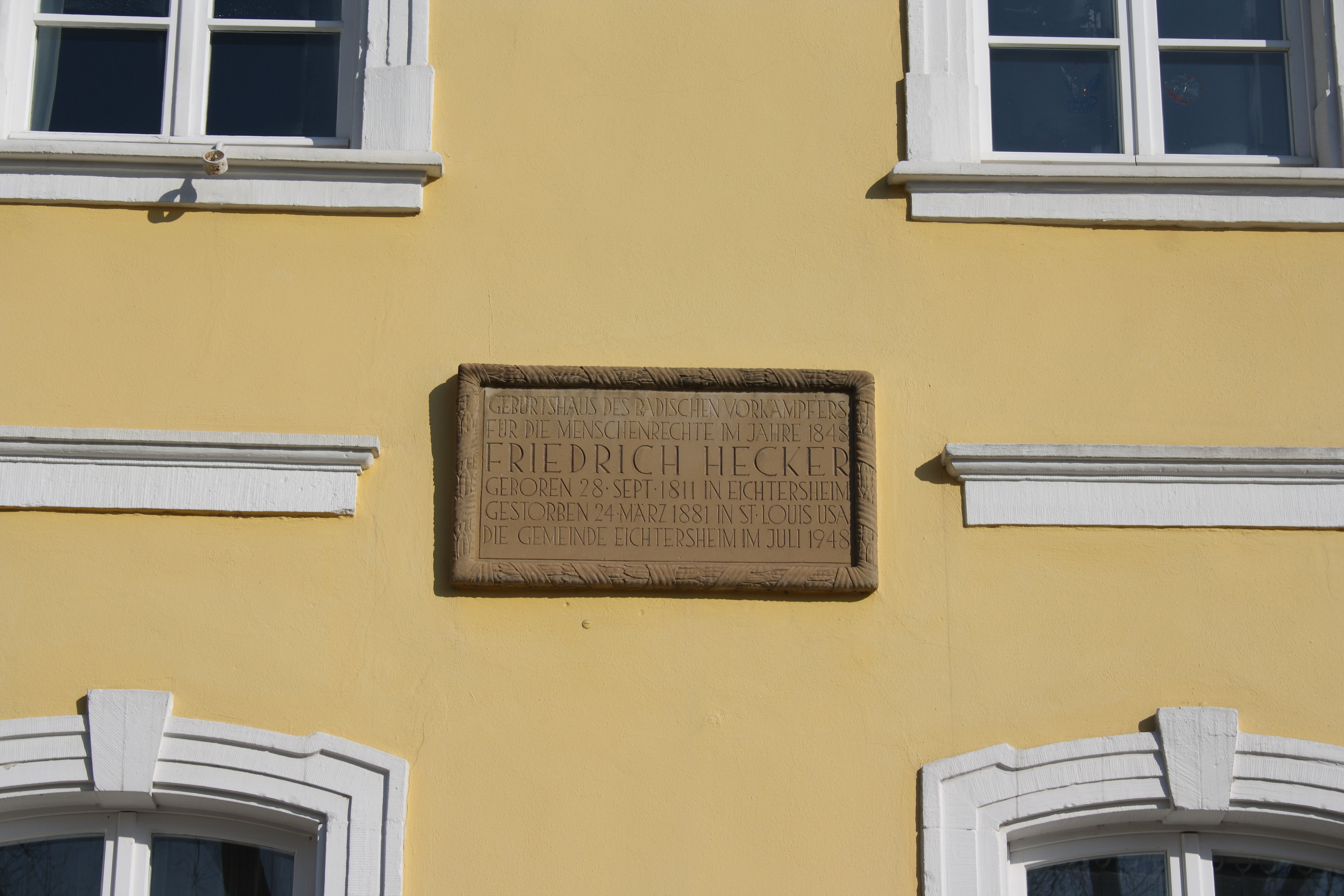
Gedenktafel für Friedrich Hecker

Das Rentamt in Eichtersheim, einem Ortsteil der Gemeinde Angelbachtal im Rhein-Neckar-Kreis im nördlichen Baden-Württemberg, wurde 1779 errichtet. Das Gebäude steht neben der Schlosskirche.

## Geschichte und Beschreibung
Das zwölfachsige Rentamtsgebäude ist ein barocker Bau, der einem Schloss ähnelt. Eine mit zwei Lisenen abgetrennte und durch einen Dreiecksgiebel akzentuierte Mittelpartie ist die Symmetrieachse. Der lange zweigeschossige Bau besitzt ein Mansarddach. Als Fassadenschmuck ist nur das Allianzwappen der Erbauer Carl Philipp von Venningen (1728–1797) und Maria Anna von Hutten zu Stolzenberg († 1781) im Dreiecksgiebel angebracht. Seitlich, ebenfalls symmetrisch angeordnet, befinden sich die beiden Eingänge mit Freitreppen.
In dem Gebäude, das von 1807 bis 1813 als Amtsgebäude des Amtes Eichtersheim diente, wurde der badische Revolutionär Friedrich Hecker im Jahre 1811 geboren. Sein Vater Josef Hecker war Rentamtmann der Herren von Venningen.
Heute lebt der Künstler Jürgen Goertz im Heckerhaus.